# مدينة قشلاقي
مدينة قشلاقي هي قرية في مقاطعة خدا أفرين، إيران. عدد سكان هذه القرية هو 144 في سنة 2006.